# Jessica Rankin
Jessica Rankin (* 1971 in Sydney) ist eine australische Künstlerin, die in New York lebt und arbeitet. Sie hat an zahlreichen Gruppenausstellungen in den USA, Europa und Australien teilgenommen. Die jüngsten Einzelausstellungen sind White Cube, London (2007), PS1 Contemporary Arts Center, New York (2006) und Franklin Artworks, Minneapolis (2005). Rankin ist bekannt für ihre Gemälde mit Organza sowie ihre Zeichnungen und Aquarelle. Auch ihr Vater, David Rankin, ist ein erfolgreicher Künstler. Rankin teilt sich ein Atelier mit einer weiteren berühmten Künstlerin, Julie Mehretu.

## Einzelausstellungen
- 2007: White Cube, London
- 2006: The Measure of Every Pause, P.S. 1 Contemporary Arts Center, Long Island City, NY
- 2005: Franklin Artworks, Minneapolis, MN
- 2004: The Project, New York, NY
- 1999: First Floor Gallery, Melbourne, Australien